# Paulo Isidoro de Jesus
Paulo Isidoro de Jesus (Matozinhos, 3 de agosto de 1953) é um ex-futebolista brasileiro que atuava como meio-campista ou ponta-direita. Atualmente é treinador da Associação Desportiva Guarabira.

## Carreira
Paulo Isidoro jogava em um time amador do Bairro da Graça, o Ideal. Nesse time o massagista Irineu o observou e o recomendou ao técnico das categorias de base na época, Barbatana. Quando surgiu para o time profissional em 1973, Paulo Isidoro foi considerado um centroavante, um novo Ubaldo Miranda, mas não emplacou. Em um convênio firmado entre o Atlético Mineiro e o Nacional, o jogador foi emprestado a esse clube.
Isidoro não foi titular no pequeno Nacional e ao retornar para Belo Horizonte, em 1975, a diretoria quis emprestá-lo novamente, mas o próprio Nacional não o quis. Ele então ficou no Atlético Mineiro e Telê Santana lhe deu uma chance no time titular. Nunca tinha treinado no time principal antes de sua reestreia, mas foi aprovado. Descobriu-se que era um meia ágil e habilidoso. Uma vez no time principal, aprimorou-se tecnicamente e passou a armar as jogadas concluídas por Reinaldo. Formaram uma grande dupla, assim como foi também Marcelo Oliveira e Isidoro.
Junto com Reinaldo, Paulo Isidoro e Marcelo foram o centro das atenções na grande final do Campeonato Brasileiro de 1977. Barbatana, técnico dos dois no juvenil, errou naquele jogo. Já sem o principal jogador, Reinaldo, Barbatana não escalou Marcelo e Paulo juntos, mesmo sendo grandes companheiros desde o juvenil. Paulo Isidoro, que por várias vezes brigou com o técnico, que por sua vez o punia colocando-o no banco, entrou no segundo tempo, no lugar do próprio Marcelo.
A competência de Paulo Isidoro o levou à Seleção Brasileira. O armador saiu do Atlético Mineiro em 1980, quando já era jogador da Seleção, tendo seu passe trocado pelo de Éder com o Grêmio. Em 1982, Paulo Isidoro participou da Copa do Mundo junto com Luizinho, Toninho Cerezo e Éder. Em 1983 foi para o Santos e, em 1985, voltou ao Galo. Mesmo aos 32 anos de idade, ainda apresentava um excelente preparo físico. Nessa época, jogou ao lado de Elzo, como volante, mas também como armador. Saiu do Atlético Mineiro em 1986 e prorrogou sua carreira até os 40 anos. Após deixar o futebol profissional, continuou atuando em campeonatos de showbol.
Marcou quatro gols em 41 jogos pela Seleção Brasileira, sendo os quatro pela geração de 1982. Foi ganhador da Bola de Prata em 1976, 1981 e 1983, como melhor meio-campista, e da Bola de Ouro em 1981, como melhor jogador do Campeonato Brasileiro.

## Títulos
Nacional-AM
- Campeonato Amazonense: 1974

Atlético Mineiro
- Taça Minas Gerais: 1975, 1976, 1979 e 1986
- Campeonato Mineiro: 1976, 1978, 1979, 1985 e 1986
- Copa dos Campeões da Copa Brasil: 1978

Grêmio
- Campeonato Brasileiro: 1981

Santos
- Campeonato Paulista: 1984

Seleção Brasileira
- Taça da Inglaterra: 1981
- Taça da França: 1981
- Time Fair Play da Copa do Mundo: 1982

### Prêmios individuais
- Bola de Prata: 1976, 1981 e 1983
- Bola de Ouro: 1981

### Honras
- 399 jogos e 98 gols marcados pelo Atlético Mineiro
- Sequência de 42 jogos sem perder pelo Grêmio, sendo esta a oitava maior da história do Brasil